# Inés Mónica Weinberg de Roca
Inés Mónica Weinberg de Roca (Buenos Aires, 16 de diciembre de 1948) es una jurista argentina especialista en derecho internacional y derechos humanos que ha desempeñado cargos judiciales en su país y en tribunales internacionales. Desde junio de 2013 es jueza del Tribunal Superior de Justicia de la Ciudad de Buenos Aires.

## Carrera
En 1971 Weinberg se graduó como abogada en la Facultad de Derecho de la Universidad de Buenos Aires. Al año siguiente obtuvo su doctorado en Ciencias Jurídicas y Sociales en la Universidad Nacional de La Plata y su tesis fue calificada de sobresaliente.
Es profesora titular de Derecho Internacional Privado de la Facultad de Derecho de la Universidad de Buenos Aires desde 2001; profesora titular de Derecho Internacional Público y de las Integraciones Regionales, de Derecho Internacional Privado y de Derecho Económico en la Universidad Argentina de la Empresa.
Entre 2003 y 2008 fue juez del Tribunal Penal Internacional para Ruanda e integró la Sala de Apelación del Tribunal Penal Internacional para la ex Yugoslavia y del Tribunal Penal Internacional para Ruanda entre 2003 y 2005. Entre julio de 2009 y junio de 2016, la Asamblea General de las Naciones Unidas la eligió juez del Tribunal de Apelaciones de las Naciones Unidas, del cual fue su primera presidente hasta el 30 de junio de 2010.
Fue juez de la Cámara de Apelaciones en lo Contencioso, Administrativo y Tributario entre 2000-2003 y 2009-2013; y juez Nacional de Primera Instancia en lo Civil entre 1993 y 2000.
Integra el Consejo Asesor del Centro de Desarrollo Económico de la Mujer, del Ministerio de Producción de la Nación y la ONG internacional Million Peace Women.
En noviembre de 2017 participó de la primera “Cumbre de Juezas y Fiscalas sobre la Trata de Personas y el Crimen Organizado”, convocado por el Vaticano y Su Santidad, el Papa Francisco.
El 21 de marzo de 2018, el presidente Mauricio Macri la presentó como candidata a reemplazar a Alejandra Gils Carbó como Procuradora General de la Nación Argentina.
El 29 de julio de 2020 el presidente Alberto Fernández la designó para integrar el Consejo Consultivo para el Fortalecimiento del Poder Judicial y del Ministerio Público.

## Críticas y controversias

### Críticas
El legislador Rafael Gentili acusó en el 2013 a Weinberg de haber cobrado dos sueldos en simultáneo. En mayo de 2013, Weicheng Ling de la secretaría de la Corte Internacional de Justicia informo que Weinberg cobro su sueldo regularmente como jueza de la corte.
En el mismo mes de mayo de 2013 la denuncia efectuada por el legislador Gentili fue rechazada in límine por parte del Consejo de la Magistratura de la Ciudad Autónoma de Buenos Aires. Del mismo modo, la Junta de Ética, Acuerdos y Organismos de Control no encontró ninguna actividad indebida y por tal motivo obtuvo la designación como jueza del Tribunal Superior de Justicia de la Ciudad, con 40 votos a favor sobre un total de 60 y ningún voto en contra, ni siquiera el del legislador Gentili.
En 2018 la organización argentina de derechos humanos apodado Abuelas de Plaza de Mayo que había otorgado durante el Festival Internacional de Cine de Derechos Humanos la mención especial “Memoria y Dictadura” al documental “Los 100 días que no conmovieron al mundo”, realizado por Vanessa Ragone y el Incaa en 2009, donde se recoge el trabajo del ICTR (Tribunal Penal Internacional para Ruanda) que la juez Weinberg integró entre 2003 y 2008, 
impugnó la postulación en el senado del pliego enviado por el presidente Macri para el cargo de Procurador general de la Nación (Argentina) afirmando que la postulada "emitió un fallo que faculta a la Policía a detener personas en la vía pública para pedirles identificación, sin una justificación objetiva. Este criterio implica un grave retroceso para las garantías constitucionales". Dicha opinión habría surgido de una parcial interpretación de la sentencia “Vera”, votada en mayoría por 4 de los 5 miembros del Tribunal Superior de Justicia, donde se señaló que no es equiparable la noción de detención de una persona con la mínima interrupción que conlleva el pedido de identificación que encuadra dentro de sus facultades de prevención de delitos.
En la audiencia pública ante el Honorable Senado de la Nación, con motivo de su postulación a la Procuración General de la Nación, la juez Inés M. Weinberg destacó “el constante e indetenible proceso que en materia de crímenes contra la humanidad se lleva adelante” en la Argentina. También agregó que "el avance producido es remarcable, así como la cantidad de investigaciones judiciales que se han abierto en todo el país, y la concientización que se ha extendido en la sociedad argentina respecto de la defensa de los DD HH”.

### Controversias
Las principales controversias tienen que ver con la época del autodenominado proceso de reorganización nacional, en donde su esposo habría sido funcionario durante la dictadura en tres periodos. Durante la presidencia de facto de Juan Carlos Onganía como embajador de la Organización de los Estados Americanos en el año 1966 y como embajador de Argentina ante Estados Unidos en 1968 y 1970. En el año 1982 fue embajador de argentina ante la Organización de las Naciones Unidas, postulado por el presidente de facto Leopoldo Fortunato Galtieri.

## Obras
- Derecho Internacional Privado: De Palma 1997; segunda edición revisada: Lexis Nexis 2002; tercera edición revisada: Lexis Nexis 2004, cuarta edición revisada Abeledo- Perrot 2011.
- Competencia internacional y ejecución de sentencias extranjeras, Astrea 1994.
- Sentencing and Incarceration in the Ad Hoc Tribunals, (en colaboración con Christopher M. Rassi), Stanford Journal of International Law 2009, vol. 44.
- The influence of national proceedings against War Criminals after World War II on the jurisprudence of the ICTY and Vice Versa, Historische Dimensionen von Kriegsverbrecherprozessen nach dem Zweiten Weltkrieg, Hsg. Radtke, Rössner, Schiller und Form, Nomos/Dike 2007, p. 61.
- Ten Years and Counting: The Development of International Law at the ICTR, New England Journal of International and Comparative Law, volume 12, 2005, number 1, p. 69.
- Conflict of Jurisdictions vs. Conflict of Laws, International Cooperation Through Private International Law, Essays in Memory of Peter E. Nygh, T.M.C. Asser Press, 2004, p. 489.
- Private International Law in a Global World, Festschrift für Erik Jayme, Sellier 2004.